# 이천 코아루 휴티스
이천 코아루 휴티스(영어: Icheon Koaroo Hutis)는 대한민국 경기도 이천시 안흥동에 위치한 아파트다.